# Eparchia jelecka
Eparchia jelecka – jedna z eparchii Rosyjskiego Kościoła Prawosławnego, z siedzibą w Jelcu. Jej obecnym (2013) ordynariuszem jest biskup jelecki i lebiediański Maksym (Dmitriew).
Eparchia została erygowana decyzją Świętego Synodu Rosyjskiego Kościoła Prawosławnego z 29 maja 2013 poprzez wydzielenie z eparchii lipieckiej i jeleckiej. Od momentu powstania jest częścią składową metropolii lipieckiej.